# Santo Agostinho (distrito)
Santo Agostinho é um distrito do município brasileiro de Cabo de Santo Agostinho, no litoral sul do estado de Pernambuco. De acordo com o Instituto Brasileiro de Geografia e Estatística (IBGE), sua população no ano de 2010 era de 21.180 habitantes, sendo 10.960 homens e 10.220 mulheres. Foi criado pela Lei nº 92, de 31 de março de 1938.